# بيير إيفن
بيير إيفن (بالفرنسية: Pierre Even) هو مؤرخ وملحن لوكسمبورغي، ولد في 4 ديسمبر 1946 في فيسبادن في ألمانيا.